# Fyrbøder
Fyrbøderen er den person, der på en dampmaskine forsyner fyret med brændsel, typisk kul, men også koks eller træ anvendes.
Det er fyrbøderens opgave at få den maksimale energi ud af brændslet, og således skal han kunne aflæse belastningen, der vil komme på maskinen, så der kan opretholdes et højt damptryk, når denne skal overvindes. Arbejdet er/var fysisk hårdt, og indebar udover at forsyne maskine med brændsel, typisk også daglig vedligeholdelse af dampmaskinen.
Fyrbøderens storhedstid faldt naturligt nok sammen med dampmaskinens storhedstid, og da de sidste damplokomotiver i 1970'erne blev udfaset, forsvandt også fyrbøderen fra den vestlige verden.
Det har undertiden været nødvendigt at erstatte fyrbøderen med mekaniske anordninger (såkaldte stokere til fast brændsel) eller oliefyr, da dampmaskinerne nåede størrelser, hvor muskelkraft ikke slog til. Bedst kendt er nok de store oceangående dampere, men også det amerikanske damplokomotiv "Big Boy" var forsynet med en sådan stoker. Større tyske og russiske damplokomotiver har været forsynet med oliefyr eller anordninger til fyring med kulstøv.